# Juan Demóstenes Arosemena
Juan Demóstenes Arosemena Barreati (Panamá, 24 de junio de 1879-Penonomé, 16 de diciembre de 1939) fue un político y escritor panameño. Asumió constitucionalmente el cargo de presidente de Panamá desde el 1 de octubre de 1936 hasta el 16 de diciembre de 1939, cuando falleció.

## Biografía
Durante su juventud vivió en Ecuador. Después de la Separación de Panamá de Colombia regresa a Panamá. Durante el gobierno de Manuel Amador Guerrero trabajó en la Secretaría de Instrucción Pública. Ocupó varios ministerios tales como el de Relaciones Exteriores, Agricultura y Obras Públicas. También fue gobernador de la provincia de Colón, Secretario de la Corte Suprema de Justicia y Secretario de la Asamblea Nacional. 
Durante su gestión presidencial, se realizaron en Panamá, los IV Juegos Deportivos Centroamericanos y del Caribe, construyendo para esto, el Estadio Nacional y la Piscina Olímpica.  También fue declarada la flor del Espíritu Santo, como flor nacional de la República de Panamá.
En 1936 fue elegido Presidente Constitucional de la República y concluyó la construcción de La Escuela Normal de Santiago que lleva actualmente su nombre, reorganizó la policía, fundó el Colegio Liceo de Señoritas, creó la escuela Juan D. Arosemena (Pocrí, Aguadulce), entre otras obras. También fue creador de la Orden Vasco Núñez de Balboa, máxima distinción meritoria en Panamá. En 1939 fallece de manera natural aún siendo presidente de la república.
También se le llamó así a un corregimiento del Distrito de Arraiján  y el Estadio Nacional fue renombrado Estadio Juan Demóstenes Arosemena en su honor.